# András Székely
Pour les articles homonymes, voir Szekely.
Dans le nom hongrois Székely András, le nom de famille précède le prénom, mais cet article utilise l’ordre habituel en français András Székely, où le prénom précède le nom.
András Székely, né le 5 mars 1909 à Tatabánya et mort en janvier 1943, est un nageur hongrois. 
Il fut assassiné à Tchernihiv par les Nazis.

## Palmarès

### Jeux olympiques d'été
- Jeux olympiques d'été de 1932 à Los Angeles ( États-Unis)
  -  Médaille de bronze au 4 × 200 mètres nage libre

### Championnats d'Europe
- Championnats d'Europe 1931 à Paris ( France)
  -  Médaille d'or du relais 4 × 200 m nage libre.
  -  Médaille d'argent du 100 m nage libre.